# Alexander von Danckelman
Alexander Sylvester Flavius Ernst Freiherr von Danckelman, auch Danckelmann, (* 24. November 1855 in Gordemitz; † 30. Dezember 1919 in Schwerin) war ein deutscher Geograph und Meteorologe.

## Leben
Er war der Sohn des preußischen Hauptmanns Ludwig Freiherr von Danckelman (* 11. Januar 1822) und dessen zweiter Ehefrau Flavie von Schütz (* 23. März 1823; † 29. November 1855), die an den Folgen seiner Geburt starb. Sein Großvater war der Landrat William Freiherr von Danckelmann. In dritter Ehe heiratete der Vater seine Schwägerin Ottilie von Schütz, in vierter Ehe Elisabeth Freiin von Haynau.
Von 1875 bis 1878 studierte er Mathematik und Naturwissenschaften an den Universitäten in Jena und Leipzig und war 1878/81 meteorologischer Assistent an der Sternwarte Leipzig.
Danckelman war als Geheimer Regierungsrat Teilnehmer an mehreren Expeditionen, unter anderem in das russische Eismeer zur Aufsuchung der Wega und von 1882 bis 1884 zum Unterlauf des Kongo und nach Angola. Nach seiner Rückkehr arbeitete er als Generalsekretär der internationalen Polarkommission an der Seewarte in Hamburg (1884/1885) und – ebenfalls als Generalsekretär – für die Gesellschaft für Erdkunde Berlin (1885–1889) sowie als wissenschaftlicher Beirat und Referent der Kolonialverwaltung des Auswärtigen Amtes (1890–1902). 1898 war er Vertreter des Deutschen Reichs bei Eröffnung der Kongobahn. Durch die Gesellschaft für Erdkunde stand er in Verbindung mit der Deutschen Gesellschaft zur Erforschung Äquatorial-Afrikas in Berlin, Kurzform: Afrikanische Gesellschaft Berlin.
Im Jahre 1888 begründete er die wissenschaftliche kolonialgeographische Zeitschrift Mittheilungen von Forschungsreisen und Gelehrten aus den deutschen Schutzgebieten (ab 1907 Mitteilungen aus den deutschen Schutzgebieten), die er bis 1911 herausgab.
Am 4. November 1911 hatten die Erste und die Zweite Marokkokrise zum Abschluss des deutsch-französischen Marokko-Kongo-Vertrags geführt, das dem Deutschen Reich, das Marokko den Franzosen überließ, einen erheblichen Gebietszuwachs im Osten Kameruns („Neu-Kamerun“) verschaffte. Der Vertrag zog allerdings erhebliche Kritik nach sich, da dieser ohne Hinzuziehung von Ko- lonialsachverständigen, Ortskundigen und Geographen und nur auf Grund von ganz unzureichenden, meist französischen Karten zustande gekommen war.
Aus Protest gegen diese angeblichen Geheimverhandlungen trat Danckelman, der als Referent für Grenzangelegenheiten im Auswärtigen Amt beschäftigt gewesen war, bereits im Oktober 1911 von dieser Dienststellung zurück. Ihm folgte im November der Staatssekretär des Reichskolonialamts, Friedrich von Lindequist.

## Familie
Er heiratete 1887 in Berlin Eva Maria Marx (1862–1917), auch Marx-Hansemann genannt, eine Tochter des Bonner Kaufmanns Jakob Marx (1812–1885) und der Louise Hansemann, die eine Tochter des preußischen Finanzministers David Hansemann († 1864) war. Das Paar hatte eine Tochter Elisabeth, die unvermählt in Dresden lebte, und einen Sohn Helmuth, der verheiratet war und mit seiner Familie in Breslau lebte und Landwirt wurde.
Sein Halbbruder Otto von Danckelman (1860–1917) lebte mit seiner Familie zuletzt in Dessau und hatte ebenso Tochter und Sohn.

## Schriften
- Die meteorologischen Beobachtungen der Güßfeldtschen Loango-Expedition. Leipzig 1878.
- Regen, Hagel und Gewitter im Indischen Ozean. Nach den meteorologischen Schiffsjournalen der Deutschen Seewarte nebst Bemerkungen über die geographische Verbreitung der Gewitter und des Hagels überhaupt. In: Aus dem Archiv der Deutschen Seewarte, 1880 III. Jg.,  Hammerich & Lesser, Altona 1880, Nr. 2. (Zugleich: Phil. Diss., Leipzig). Digitalisat
- Aus dem Schutzgebiete Togo. Beiträge zur Kenntnis des Klimas des deutschen Togolandes und seiner Nachbargebiete an der Gold- und Sklavenküste. Asher&Company, 1890.
- Das Kamerunabkommen vom 4. November 1911 im Reichstag und in der Budgetkommission. Bibliographisches Institut in Leipzig, 1912.

Mitarbeit an:
- Geographisches Handbuch zu Andrée’s Handatlas mit besonderer Berücksichtigung der kommerziellen, statistischen und politischen Verhältnisse. Velhagen & Klasing, Bielefeld / Leipzig 1882.